# Престон (Айова)
Престон (англ. Preston) — місто (англ. city) в США, в окрузі Джексон штату Айова. Населення — 949 осіб (2020).

## Географія
Престон розташований за координатами 42°2′57″ пн. ш. 90°23′50″ зх. д. / 42.04917° пн. ш. 90.39722° зх. д. (42.049045, -90.397361).  За даними Бюро перепису населення США в 2010 році місто мало площу 2,49 км², уся площа — суходіл.

## Демографія
Згідно з переписом 2010 року, у місті мешкало 1012 осіб у 418 домогосподарствах у складі 280 родин. Густота населення становила 406 осіб/км².  Було 464 помешкання (186/км²).
Расовий склад населення:
| - 98,6 % — білих - 0,5 % — чорних або афроамериканців |

До двох чи більше рас належало 0,9 %. Частка іспаномовних становила 0,6 % від усіх жителів.
За віковим діапазоном населення розподілялося таким чином: 25,9 % — особи молодші 18 років, 56,4 % — особи у віці 18—64 років, 17,7 % — особи у віці 65 років та старші. Медіана віку мешканця становила 39,2 року. На 100 осіб жіночої статі у місті припадало 95,4 чоловіків;  на 100 жінок у віці від 18 років та старших — 91,8 чоловіків також старших 18 років.
Середній дохід на одне домашнє господарство  становив 56 235 доларів США (медіана — 46 635), а середній дохід на одну сім'ю — 64 858 доларів (медіана — 57 404). Медіана доходів становила 46 000 доларів для чоловіків та 27 679 доларів для жінок. За межею бідності перебувало 10,4 % осіб, у тому числі 13,7 % дітей у віці до 18 років та 9,0 % осіб у віці 65 років та старших.
Цивільне працевлаштоване населення становило 564 особи. Основні галузі зайнятості: виробництво — 25,9 %, освіта, охорона здоров'я та соціальна допомога — 17,7 %, роздрібна торгівля — 10,8 %, транспорт — 9,6 %.